# 아울리카라 왕조

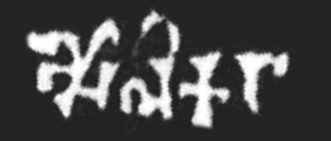
리슈탈 비문의 "아울리카라"(후기 브라흐미 문자: _{} Au-li-ka-rā). 첫 글자 'Au'는 6-7세기에 고유한 양식을 변형한 것이다.

아울리카라(후기 브라흐미 문자: )는 4세기에서 6세기 사이에 말와 왕국을 지배했던 고대 말라바계 씨족이다.
비문학적 발견으로 인해 두 개의 왕가가 밝혀졌는데, 그들은 스스로를 아울리카라로 부르고 다샤푸라(오늘날의 만드사우르)를 통치했다. 다샤푸라를 통치한 첫 번째 왕가는 계승 순서에 따라 자야바르마, 심하바르마, 나라바르마, 비슈바바르마, 반두바르마로 나열되었다. 1983년에 발견된 리슈탈 석판 명문은 또 다른 왕가를 밝혀냈는데, 그 왕가는 다음 왕가를 계승 순서에 따라 드루마바르다나, 자야바르다나, 아지타바르타나, 비비샤나바르다나, 라지야바르다나, 프라카샤다르마로 나열되었다. 모든 가능성으로 볼 때, 야쇼다르만 또한 이 가문에 속했으며, 그는 프라카샤다르마의 아들이자 후계자였을 것이다. 야쇼다르마는 미히라쿨라를 패배시켜 말와 지역을 후나족으로부터 해방시켰다. 아울리카라 왕조의 말와 통치는 그의 치세와 함께 끝났다.

## 기원
그들의 비문에 있는 아울리카라 또는 올리카라(나라바르마의 비하르 코트라 비문에 언급된 바와 같이)의 기원에 대해서는 언급된 것이 없다. 역사가 D. C. 시르카르는 아울리카라 제1왕조가 굽타 제국의 봉신이었음에도 불구하고 그들의 비문에 굽타력을 사용하기보다 말라바 삼바트를 사용했다는 사실에 근거하여, 역사가 D. C. 시르카르는 이들을 말라바계 씨족으로 가정했다. 이 씨족은 펀자브에서 이주하는 동안 다셰라카 지역(오늘날의 서부 말와)에 정착했다. 그의 견해는 K.K. 다스굽타와 K.C. 자인에 의해 지지되었다.

## 역사

### 아울리카라 제1왕조
첫번째 왕조에 관한 가장 초기의 정보는 나라바르마에 관한 두 개의 비문, 말라바력 461년의 만드사우르 비문, 그리고 말라바력 474년의 비하르 코트라 비문(오늘날의 마디아프라데시주 라지가르구)에 나와 있다. 이 왕가의 창건자는 자야바르마이다. 그의 아들 심하바르마가 왕조를 이어받았는데, 심하바르마는 크시티샤(왕)로 언급된다. 그의 아들이자 후계자인 나라바르마는 파르티바(왕)와 마하라자로 언급된다. 그의 별명은 심하비크란타가미(사자의 보폭으로 움직이는 사람)였다.

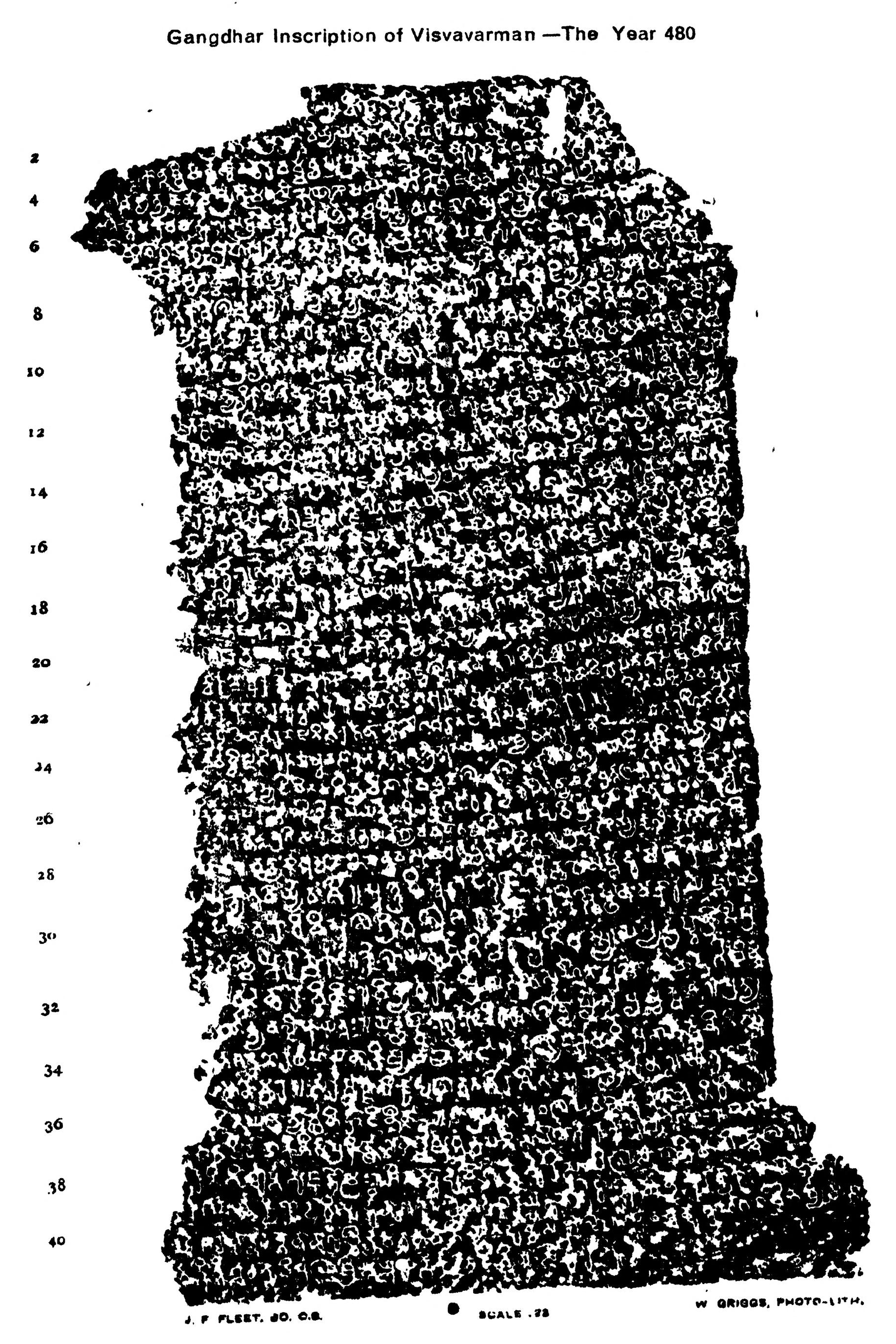
비슈바바르만의 강가다르 석비.

나라바르마는 말라바력 480년(423년)의 비슈바바르만의 강가다르 석비에 언급된 그의 아들 비시바르마에 의해 계승되었다. 강가다르 석비에는 그의 신하 마유락샤카가 마트리카 사원을 지었다고 기록되어 있다. 마유락샤카는 또한 비슈누 사원을 지었다. 비슈바바르마는 그의 아들 반두바르마에 의해 계승되었는데, 그는 말라바력 529년(473년)의 비단 직공 조합의 만다사우르 석비에서 시인 바타바티에 의해 칭송되고 있다. 이 비문은 그가 굽타 황제 쿠마라굽타 1세의 봉신이었음을 알려준다. 그의 치세인 말라바력 493년(436년)에 다샤푸라에 있는 비단 직공 조합이 수리야 사원을 건설하였으며, 이 사원은 473년에 같은 조합에 의해 보수되었다.

### 공위기
반두바르마 이후에도 다샤푸라의 역사는 여전히 모호하다. 라빌라가 말라바력 524년(467년)에 새긴 만다사우르 비문에는 굽타 제국의 적들을 무찌른 프라바카라라는 이름의 다샤푸라의 왕이 언급되어 있다. 이 비문에는 닷타바타가 그의 군대의 지휘관이었고, 그가 로코타라 비하라에 한 기부가 기록되어 있다.  리스탈 비문을 통해 프라바카라 이후 곧 또 다른 아울리카라 왕조가 권력을 잡았다는 것이 밝혀졌는데, 이 두 왕가 사이의 정확한 관계는 확실하지 않다.

### 아울리카라 제2왕조
1983년 시타마우 근처 리스탈에서 발견된 석비는 아울리카라 가문에 속한 또 다른 왕실을 밝혀주었다. 말라바력 572년(서기 515년)의 이 비문은 카카의 아들인 시인 바술라가 5~6세기에 사용된 후기 굽타 브라흐미 문자를 사용해 순수한 산스크리트어로 새겨졌다. 제1왕조와 달리, 이 왕조는 결코 굽타 제국의 봉신이 아니었다.
아울리카라 제2왕조의 제일 초기 구성원은 드라파바르다나(5세기경)인데, 리슈탈 비문은 그를 세나파티(군사 지휘관)라고 묘사하고 있다. 드라파바르다나는 아마도 세나파티로써 아울리카라 제1왕조를 섬겼으며, 왕이 된 후에도 그 칭호를 계속 사용한 것으로 보인다.
드라파바르다나 이후 그의 아들 자야바르다나가 왕실을 계승하였는데, 그는 막강한 군대를 지휘하였다. 자야바르다나는 아들 아지타바르다나가 계승하였다. 리슈탈 비문에 따르면, 아지타바르다나는 끊임없이 소마의 희생을 치르는데 참여하였다. 아지타바르다나는 그의 아들 비비샤나바르다나가 계승하였다. 그는 리슈탈 비문에서 그의 고귀한 자질로 찬사를 받았다. 비비샤나바르다나의 아들이자 후계자인 라지야바르다나는 말와 왕국을 확장하였다. 라지야바르다나는 그의 아들 프라카샤다르마가 계승하였다.

#### 프라카샤다르마

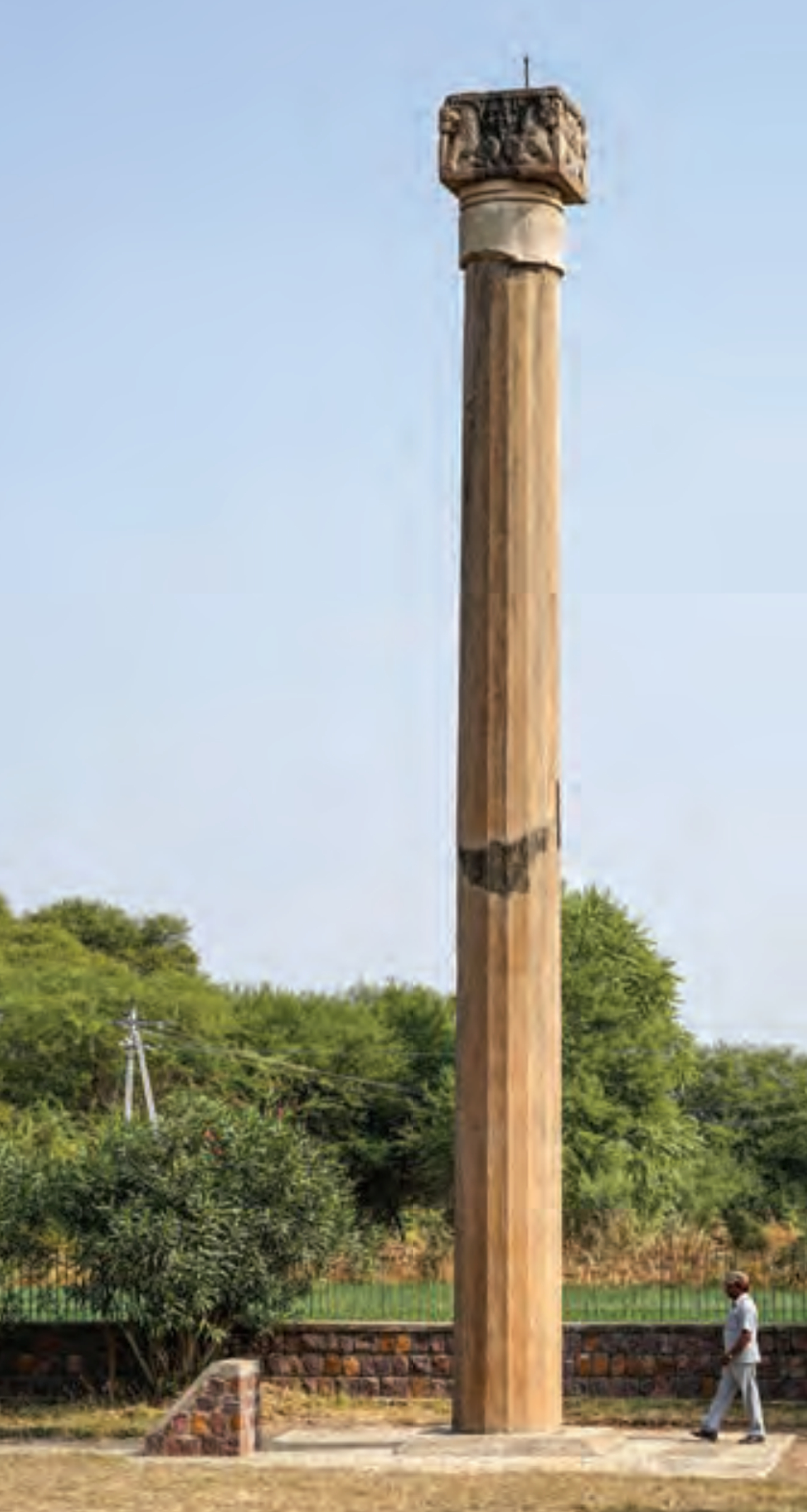
알촌 훈족에 대한 아울리카라의 승리를 기념하는 손다니의 기둥.

프라카샤다르마는 아디라자라는 이름을 가진 이 왕조의 저명한 왕이었다. 리슈탈 비문은 그의 업적을 알려준다.

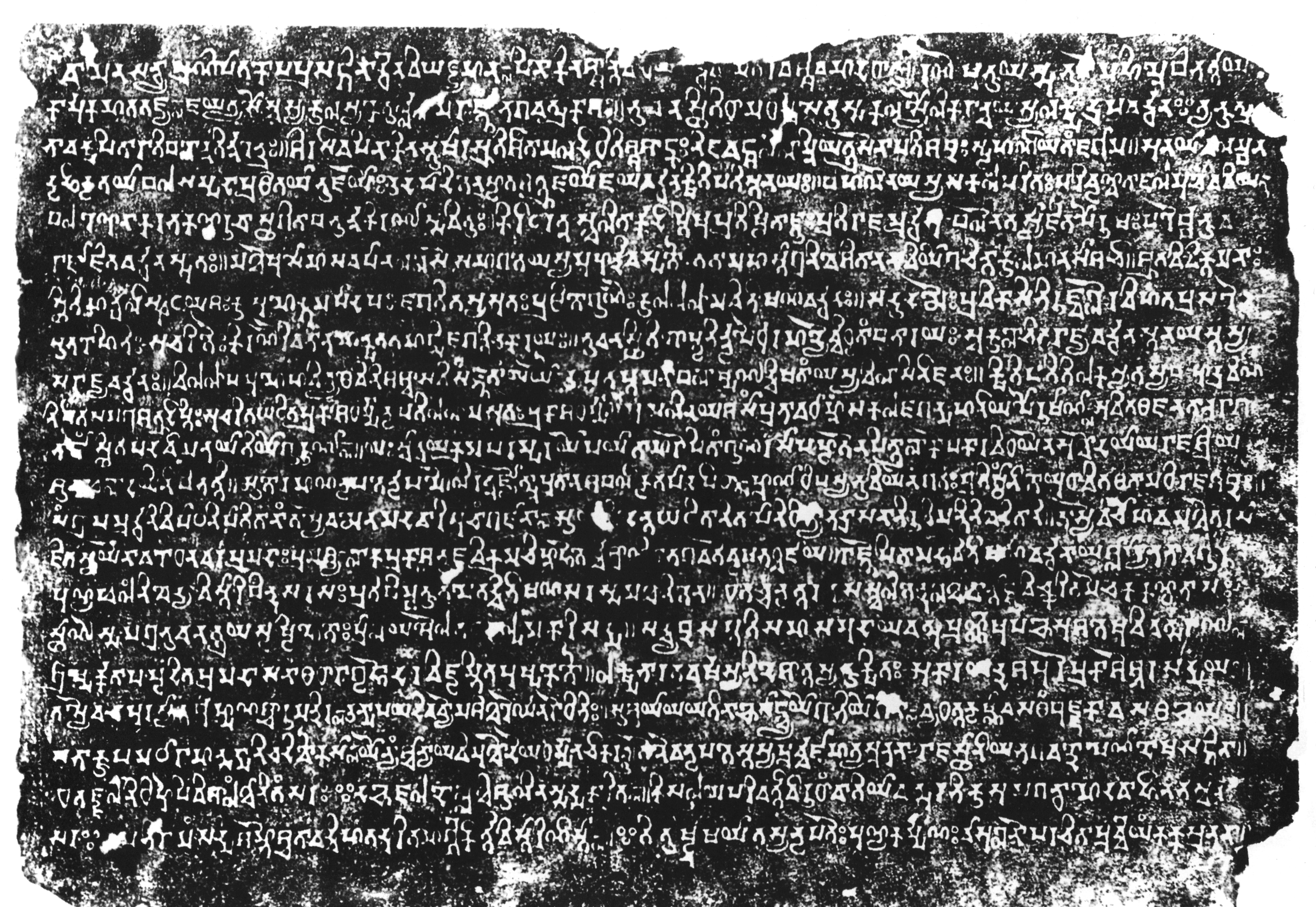
프라카샤다르마의 리슈탈 비문.

리슈탈 비문은 프라카샤다르마의 라자스타니야(부왕)인 바가바닷도샤가 리슈탈에 탱크와 시바 사원을 건설했다고 기록하고 있다. 이 비문은 프라카샤다르마가 후나 통치자 토라마나를 패배시켰고, 그의 진영을 해임했으며, 그의 하렘의 여인들을 빼앗았다고 언급하고 있다. 그의 치세 동안 리스탈에 건설된 저수조는 그의 할아버지의 이름을 따서 비비샤나사라라고 지어졌다. 그는 또한 다샤푸라에 브라흐마 사원을 지었다. 1978년 V.S. 와칸카르가 이끄는 우자인의 비크람 대학 팀이 맨드사우르에서 발굴하는 동안, 슈리 프라카샤다르마 명각이 새겨진 그의 두 개의 유리 인장이 발견되었다. 아마도 그의 아들 야쇼다르마 비슈누바르마가 왕위를 계승했다.
날짜가 기록되지 않은 단편적인 만다사우르스 비문은 종주권자 아디티야바르다나와 그의 제후 마하라자 가우리의 이름을 제공한다. 아디티야바르다나는 최근 역사가 아슈비니 아가왈에 의해 프라카샤다르마와 동일시되었다. 말라바력 547년(서기 490년)의 것으로 추정된는 초티 사드리 비문은 미트라소마의 아들 브라마라소마가 쓴 것으로 아디티야바르다나의 제후 마하라자 가우리의 족보를 제공한다. 이 마나바야니 크샤트리야 가문의 첫 번째 통치자는 푼야소마였다. 그의 아들 라지야바르다나가 그 뒤를 이었다. 라슈트라바르다나는 라지야바르다나의 아들이었다. 라슈트라바르다나의 아들이자 후계자는 야쇼굽타였다. 이 가문의 마지막 통치자인 가우리는 야쇼굽타의 아들이었다. 그는 죽은 어머니의 공로를 위해 다샤푸라에서 저수조를 발굴했다. 이 비문에는 왕자 고바타의 이름도 언급되어 있지만 가우리와의 관계는 알려져 있지 않다.

#### 야쇼다르마

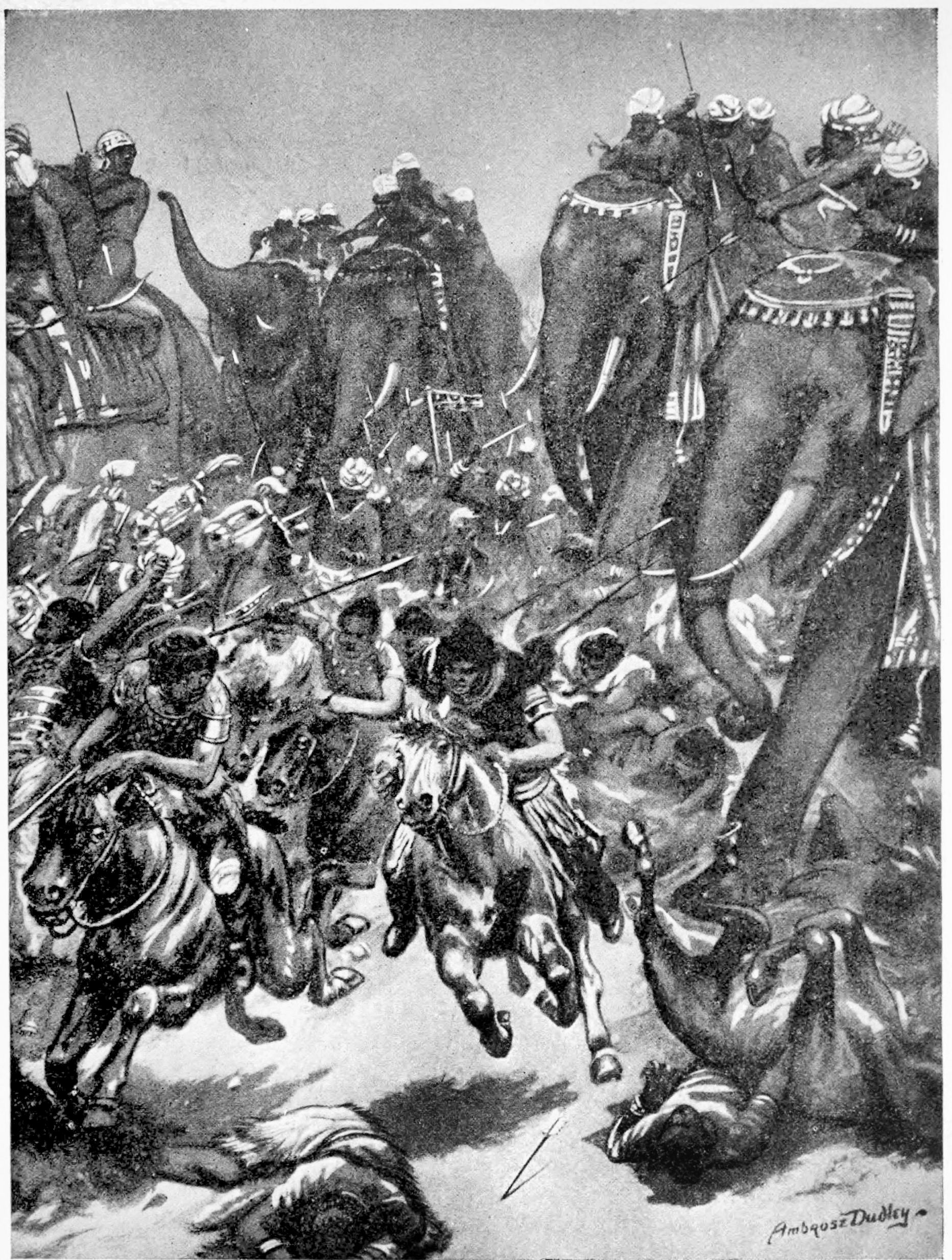
528년 손다니 전투에서 미히라쿨라의 알촌 훈족을 물리치는 말와 왕 야쇼다르만.

이 왕조의 가장 유명하고 위대한 왕은 야쇼다르마 비슈누바르다나였다. 야쇼다르마의 연대 미상인 전승 기둥 비문 두 개(오늘날의 만드사우르 마을 근처의 손다니에서 발견됨)와 말라바력 589년(서기 532년)에 쓰여진 비문 한 개가 그의 군사적인 업적을 기록하고 있다. 이 모든 비문들은 1886년 존 페이스풀 함대에 의해 처음으로 발되었다. 카카의 아들인 시인 바술라가 쓴 연대 미상의 기둥 비문들은 그의 발이 후나의 통치자인 미히라쿨라에 의해 숭배되었다고 말하고 있다. 이 비문들은 또한 동쪽의 라우히티야강(브라마푸트라강) 부근에서부터 남쪽의 마헨드라산맥(동고츠산맥)까지, 북쪽의 히말라야산맥과 서쪽의 파시마파요디(서해)에 이르기까지 그의 봉신들이 경의를 표하기 위해 그의 제국의 자리로 왔다고 진술하고 있다. 그는 라자디라자와 파라메슈바라라는 칭호를 가지고 있었다. 한 비문은 서기 532년 니르도샤에서 그의 라자슈타니야가 빈디야강과 파리야트라(아라발리) 사이의 지역을 통치하고 있었고 그의 수도가 다샤푸라였음을 알려주고 있다. 아마도 아울리카라의 통치는 야쇼다르마로 끝났을 것이다.

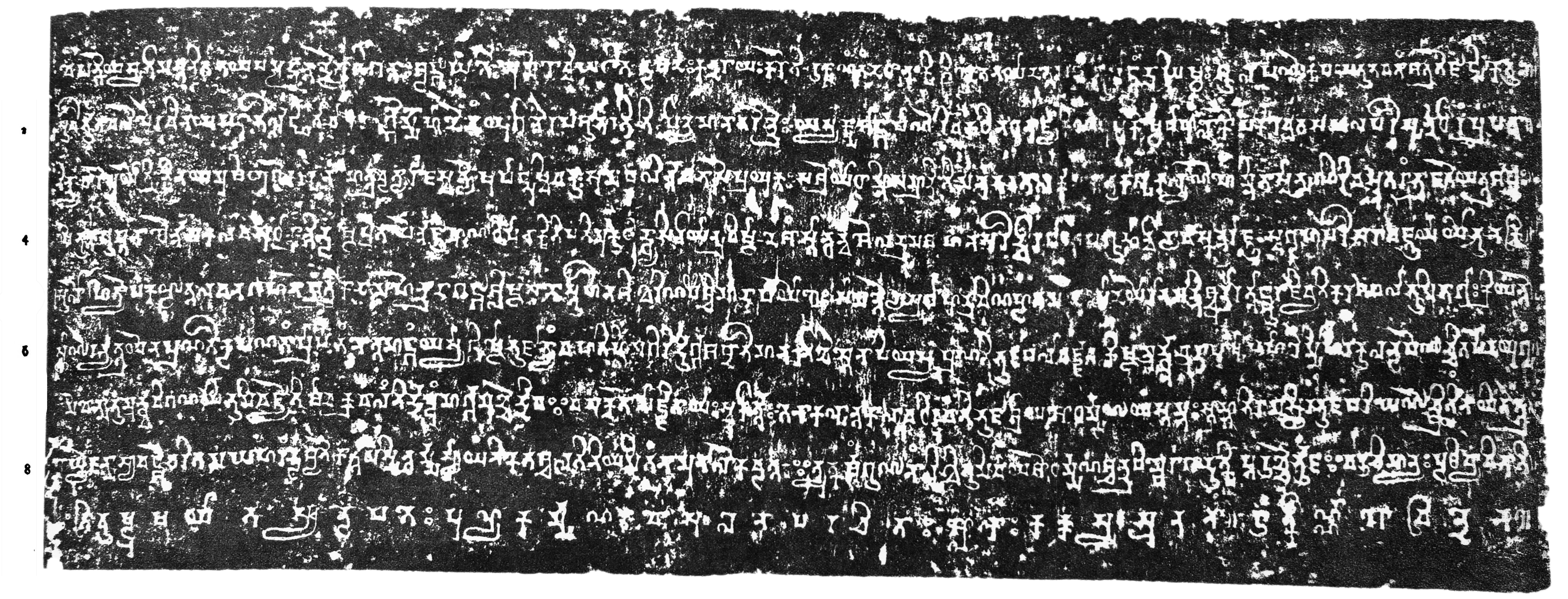
아쇼다르만의 만드사우르 석주 비문.

만두사우르 기둥 비문의 5행에서 야쇼다르만은 적들을 물리치고, 라우히티야강에서 서인도양까지, 히말라야에서 마헨드라산까지의 영토를 지배하고 있다고 묘사된다.
이렇게 해서 야쇼다르만은 광대한 영토를 정복했지만, 그의 단명한 제국은 결국 서기 530년에서 540년 사이에 멸망했다.

#### 드라비야바르다나
6세기 천문학자 바라하미히라는 드라비야바르다나가 아반티의 왕으로, 아마도 아울리카라가에 속했을 것이라고 언급한다. 일부 역사학자들은 드라비야바르다나를 드라파바르다나의 변형으로 간주한다.
역사학자 아제이 미트라 샤스트리는 드라비야바르다나가 야쇼다르만의 가명인 비슈누바르다나 이후 언젠가 번성했던 독특한 왕이었다고 이론을 제시한다. 바라하미히라는 그의 브리하트 삼히타의 출처 중 하나가 드라비야바르다나가 저술한 점성술에 관한 문서이며, 그 왕은 바라드바자의 다른 저작물을 참고한 후에 이 문서를 작성했다고 진술한다. 샤스트리에 따르면, 바라하미히라는 드라비야바르다나를 높이 평가하며, 다른 평판이 좋은 당국 (칠성인이나 가르가 등) 앞에서 그의 업적을 언급하고, 오직 그만을 위해 "스리"라는 존칭을 사용했다. 샤스트리에 따르면, 이것은 드라비야바르다나가 바라하미히라의 동시대의, 그리고 아마도, 왕실의 후원자였을 것이라는 것을 암시한다.
샤스트리의 주된 주장은 리스탈의 비문에 따르면 드라파바르다나는 세나파티(사령관)인 반면 바라하미히라에 따르면 드라비야바르다나는 마하라자디라자(황제)였다는 것이다. 발로그는 바라하미히라가 실제로 왕에 대해 니르포-마하라자디라자카(nrpo maharajadhira-kah, 황제와 연결된 통치자)라는 용어를 사용하는데, 이 용어는 샤스트리가 마하라자디라자(황제)로 오해한 것이라고 지적한다. 오직 한 권의 원고만이 마하라자디라자로 표기하는데, 이것은 미터에 맞지 않아서 버릴 수 있고, 다른 세 개의 원고는 마하라자디라자가 들어가 있다. 따라서 드라파바르다나의 실제 칭호는 세나파티에 훨씬 더 가까운 니르파(Nrpa)였다. 현존하는 가장 초기의  브리하트 삼히타에 대한 논평의 저자인 우팔라도 이 용어를 "(또는 황제의) 왕조에서 태어난"이라는 의미로 해석한다. 한스 바커는 마하라자디라자카를 동시대 굽타 황제가 우자인에 설치한 총독직으로 해석한다.
발로그는 샤스트리의 의견에 동의하지 않으며, 드라파바르다나와 드라바바르다나가 동일시되는 증거는 없지만 반대되는 증거도 없다고 말했다. 또한 바라하미히라가 왕에게 특별히 경건한 태도를 보인다는 것에 동의하지 않으며, 그렇게 했다고 하더라도 이것은 두 사람이 동시대인이라는 증거는 아니다. 바라하미히라는 바라드바자의 원래 작품에 기반을 둔 것이 아니라 왕의 작품을 참고했는데, 발로그에 따르면, 이것은 실제로 왕이 바라드바자의 오래된 작품에 접근하지 못한 바라하미히라보다 더 이른 시기에 살았을 가능성을 더 높여준다.
발로그는 바라하미히라가 아마도 프라카샤다르만, 야쇼다르만, 또는 야쇼다르만의 알려지지 않은 후계자의 치세 동안 아마도 아울리카라 왕국에 거의 확실히 살았다는 것에 동의한다. 그러나 샤스트리와 달리 발로그는 바라하미히라가 왕실의 후원자를 갖지 않았다고 믿는다. 발로그는 드라비야바르다나가 드라파바르다나와 아마도 동일했을 것이라고 제시한다: "드라바"는 후기 필사본의 출처인 중세 필사본의 실수에서 비롯된 변형일 수 있다.

### 왕조의 후계자들

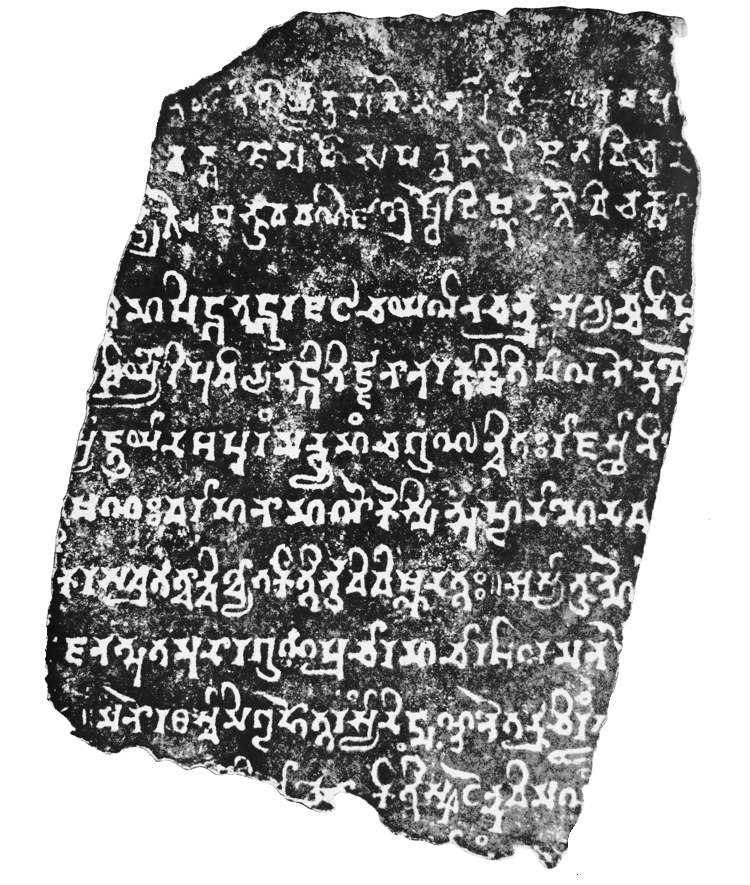
서기 6세기 전반 나이가마스의 치토르가르 요새 단편 비문.

1979년 우자인 비크람 대학의 팀이 건물의 기초로부터 만두사우르를 발굴하는 과정에서 기리자 샹카르 룬왈에 의해 지금까지 알려지지 않은 통치자 쿠마라바르마에 대한 단편적인 연대 미상의 비문이 발견되었다. 5세기 말에서 6세기 초에 걸쳐 기록적으로 볼 수 있는 이 비문은 야즈나데바, 비라소마, 그의 아들 바스카라바르마, 그리고 그의 아들 쿠마라바르마로 이루어진 네 명의 연속적인 통치자들로 구성된 왕조를 기록하고 있다. 와칸카르는 그들을 아울리카라 왕조와 동일 왕조로 주장했으며, V.V. 미라시는 이 왕조가 아울리카라 왕조를 패배시키고 계승한 별개의 왕조라고 주장했다. 그러나 이 이론들 중 어느 것도 다른 역사가들로부터 지지를 받지 못했다. 아마도 칼라추리 왕인 크리슈나라자와 그의 아들 샹카라가나가 아울리카라 왕조 바로 다음에 같은 지역에 통치하고 있는 것으로 발견되기 때문에, 칼라추리 왕조가 아울리카라 왕조를 계승했을 것이다. 마이트라카 왕조 역시 아울리카라 왕조의 계승자였을 것이다.

## 행정
비문학적 기록에는 세나파티(총사령관), 아마티야(대신), 라자슈타니야(부왕) 세 개의 아울리카라 관직이 알려져 있다.  여러 비문에 언급된 관직인 라자슈타니야의 정확한 성격은 명확하지 않다. George Buhlar는 라자슈타니야를 부왕직으로 추정하였고, 그의 견해는 대부분 정설로 취급하고 있다. 아울리카라 왕조의 라자슈타니야직은 샤슈티닷타 시대 이후 나이가마 가문에서 세습된 것으로 보인다. 사슈티닷타의 아들 바라하는 역사가 D.C. Sircar에 의해 그의 손자의 단편적인 비문에 나온 치타우르가르의 바라하다하와 동일시된다. 바라하의 아들 라비키르티는 라지야바르다나 치세의 아마티야였다. 그는 그의 아내 바누굽타 사이에서 바가바도샤, 아바야닷타, 도샤쿰바를 낳았다. 바가바도샤는 프라카샤다르마 치하의 라자슈타니야였다. 그의 남동생 아바야닷타 역시 다샤푸라와 마디야마의 라자슈타니야로 임명되었다. 말라바력 589년의 만드사우르 비문은 아바야닷타를 빈디아와 파리야트라 사이의 영토를 다스렸던 라자슈타니야로 묘사한다. 그의 조카이자 도샤쿰바의 아들인 니르도샤가 그의 뒤를 이어 같은 지역의 라자슈타니야가 되었다. 니로도샤의 형 다르마도샤도 아울리카라 치하의 고위 관료였지만, 그가 어떠한 관직을 맡았는지는 알려지지 않았다.

## 예술과 건축

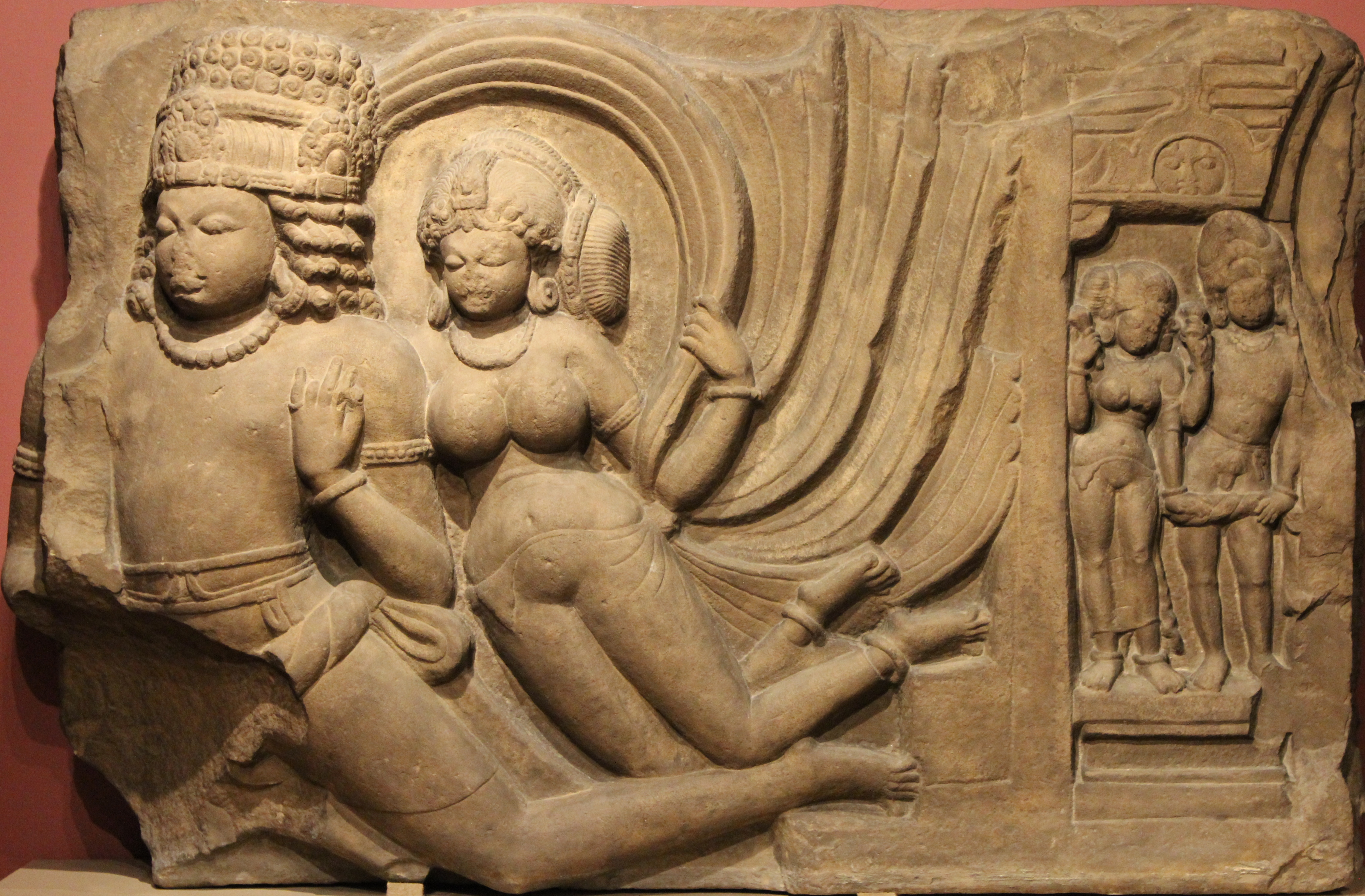
뉴델리 국립박물관에 소장된 서기 525년경 손다니의 비디야다라상.

분명히 아울리카라 시대에 속하는 가장 중요한 기념물들은 그의 비문이 새겨진 야쇼다르마 비슈누바르다나의 두 개의 독립된 승리 기둥들이다. 거의 동일한 기둥들은 아울리카라의 수도인 만드사우르에서 남동쪽으로 약 2킬로미터 떨어진 교외의 손다니에 위치해 있으며, 사암으로 이루어져 있다. 전체 기둥의 높이는 44피트 5인치이다. 기둥의 정방형의 밑부분은 높이가 4피트 5인치이고 폭이 3피트 4인치이다. 종 모양의 주두는 높이가 5피트 2인치이다. 주두의 축은 16개의 면이 둥근 모양이다. 아마도 발견되지 않은 왕관 조각상이 있었을 것이다. 손다니와 만드사우르 주변 지역의 조각상들은 굽타 미술의 마지막 시기를 나타내는 좋은 표식이 되는데, 그 이유는 525년경 야소다르만(재위: 515년–545년)이 알촌 훈족 왕 미히라쿨라에 맞서 승리한 것을 기념하기 위해 의뢰했기 때문이다. 이것은 아대륙의 굽타 문화적, 정치적 통합의 마지막 단계에 해당하며, 그 이후로 인도 정치는 극도로 파편화되어 영역이 더 작은 왕조들 사이에서 나뉘었다. 손다니의 예술은 굽타 미술과 중세 인도 미술 사이의 과도기적인 것으로 간주된다: "그것은 한편으로는 굽타 미술의 고전적인 장식 사이를 맴돌았고 다른 한편으로는 더 큰 종교적인 목적에 인물을 종속시킨 중세 규범"을 나타낸다.

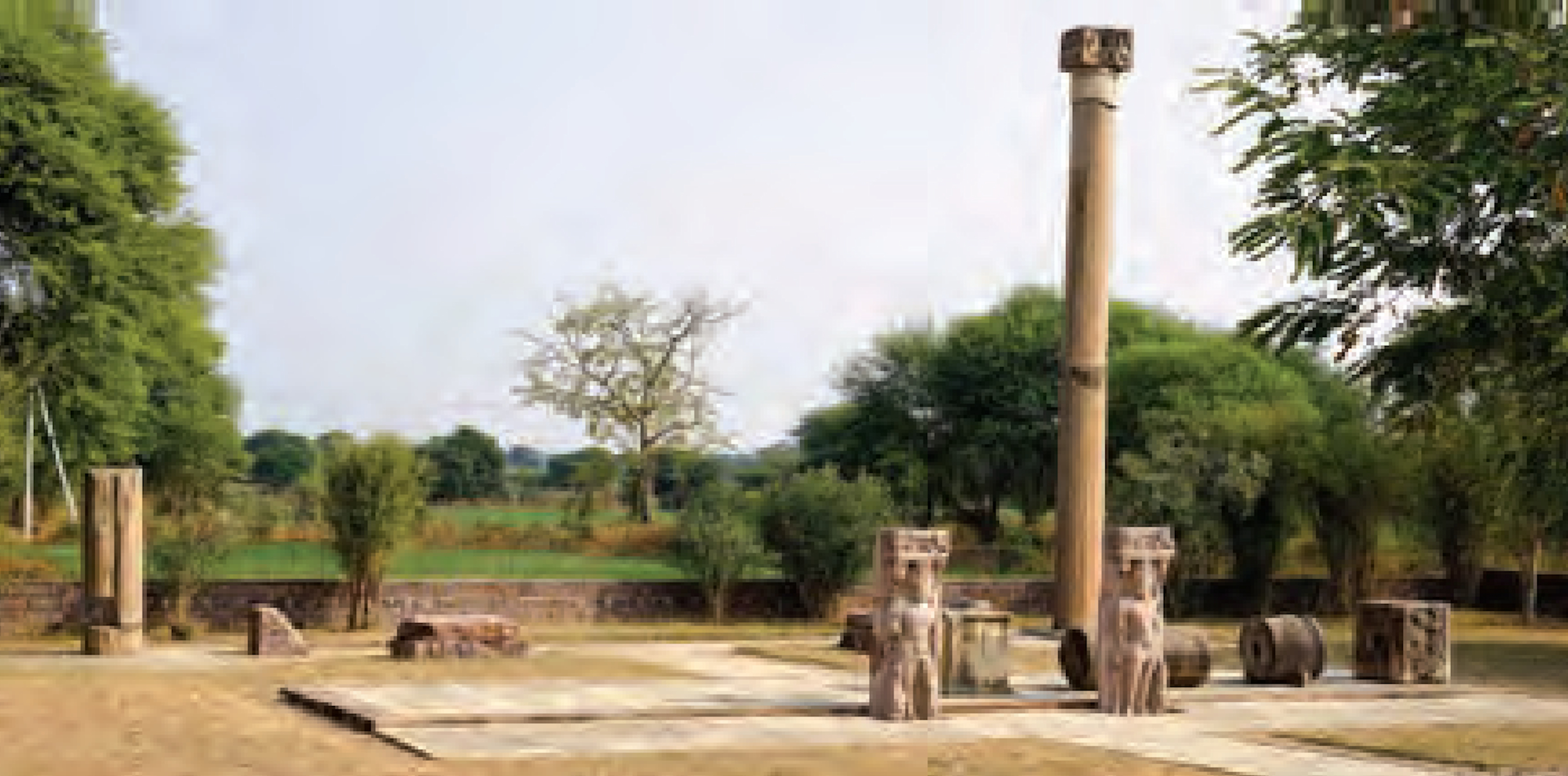
만드사우르구 손다니의 야소다르만 승리 기둥
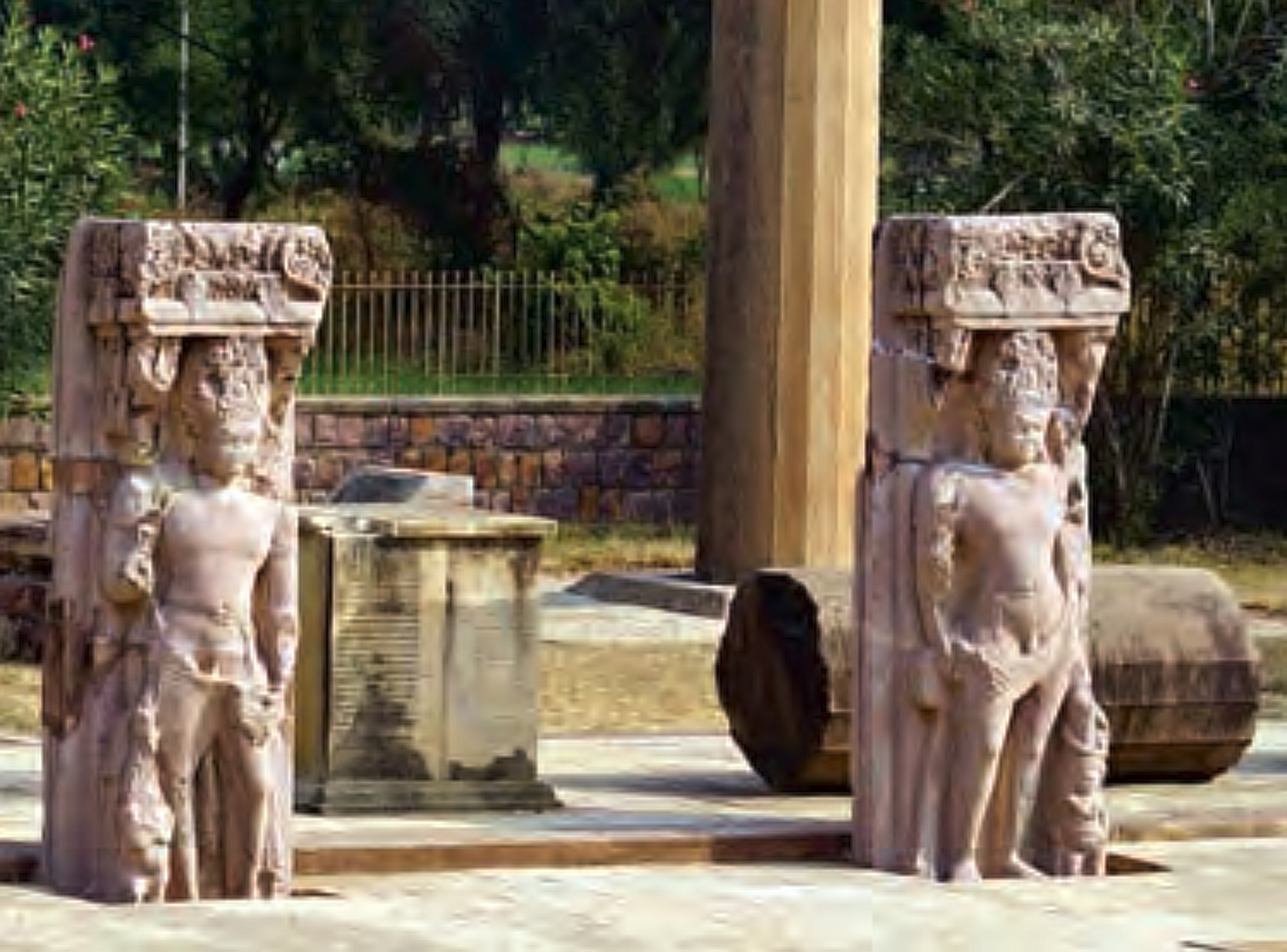
손다니의 두 드바라팔라
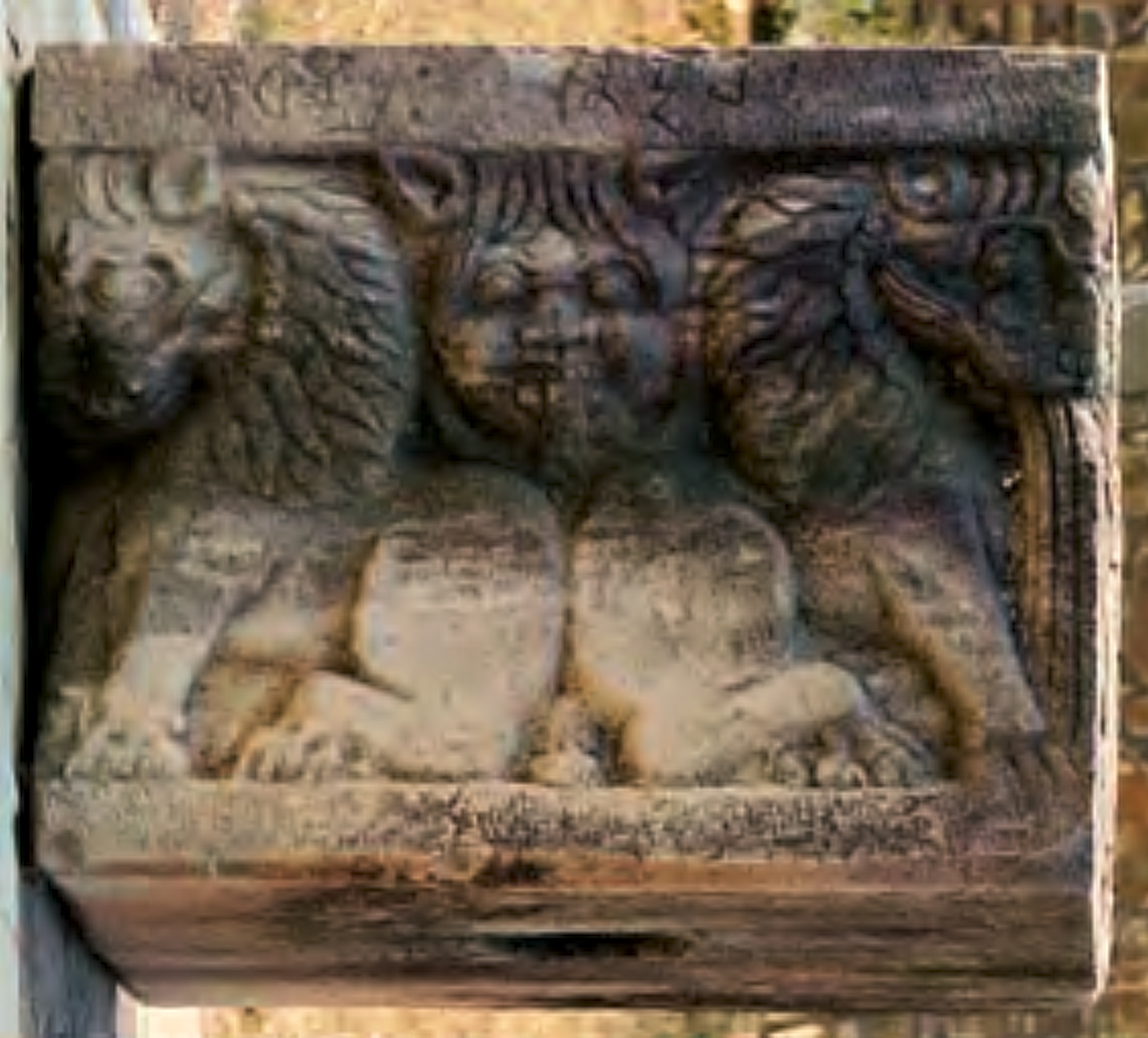
손다니 기둥머리
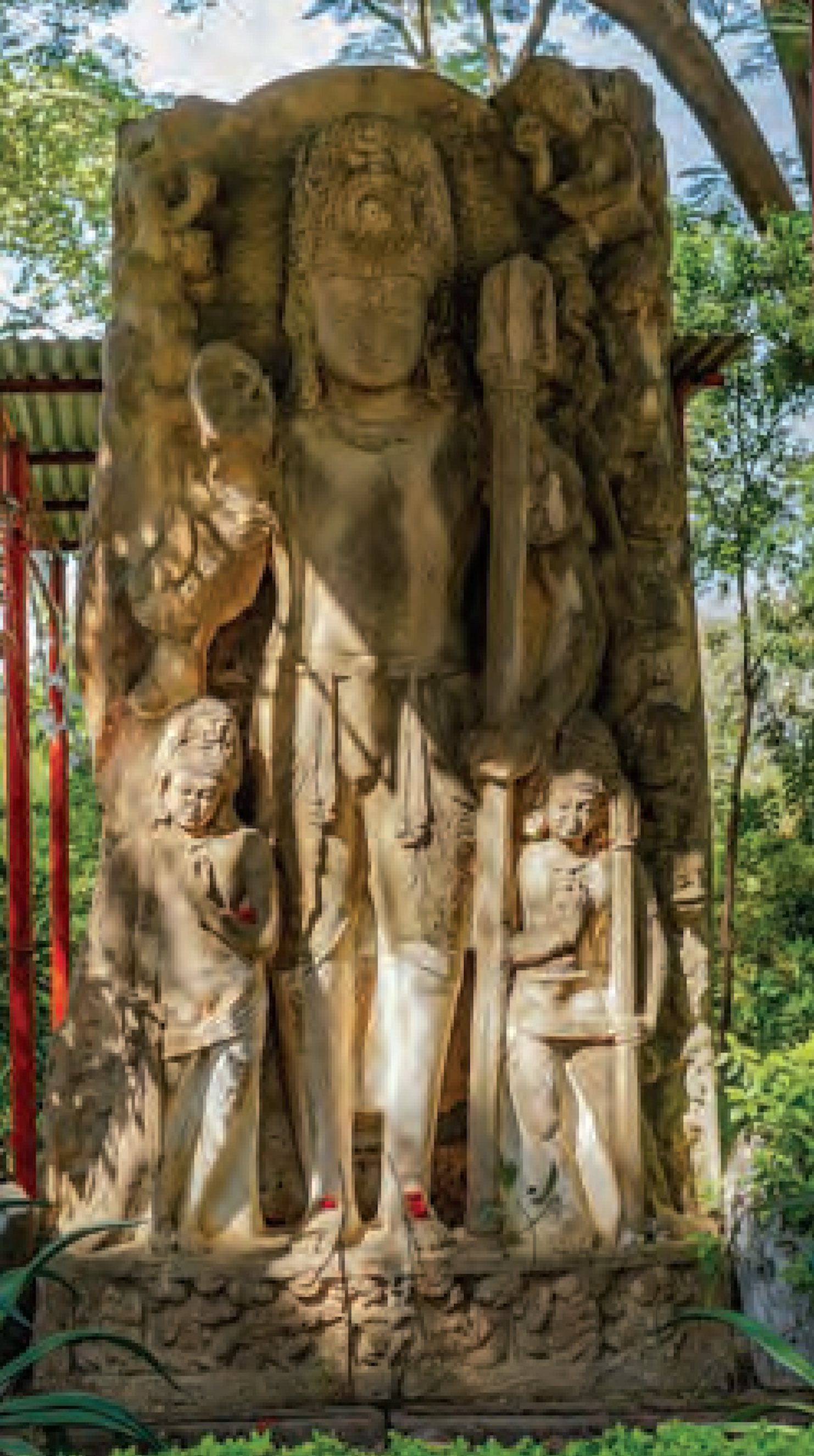
만드사우르 요새의 프라카셰슈바라상

## 역대 군주

### 아울리카라 제1왕조
- 자야바르만
- 심하바르만
- 나라바르만
- 비슈바바르만
- 반두바르만

### 아울리카라 제2왕조
- 드루마바르다나
- 자야바르다나
- 아지타바르다나 또는 지타바르다나[a]
- 비비샤나바르다나
- 라지야바르다나
- 프라카샤바르다나[b]
- 야쇼다르만[c]
- 드라비야바르다나?

### 인용주
1. ↑  K.V. Ramesh and S.P. Tiwari read the name as Ajita-vardhana. V.V. Mirashi reads it as Jita-vardhana. A.M. Shastri considers Ajita-vardhana as more likely to be correct.[29]
2. ↑  The Risthal inscription also calls Prakasha-dharman Bhagvat-prakasha, which V.V. Mirashi incorrectly believed to be the first ruler of the dynasty.[29]
3. ↑  The alternative name "Vishnu-vardhana" is absent in Yashodharman's own inscriptions. It is known only from an inscription of the family of his Rajasthaniya.[29]

### 참조주
1. ↑  Vowels according to Prinsep
2. 1 2 3 4 5 6 7 8 9  Agarwal, Ashvini (1989). Rise and Fall of the Imperial Guptas, Delhi:Motilal Banarsidass, ISBN 81-208-0592-5, pp.250-6
3. ↑  Salomon, Richard (1989). “New Inscriptional Evidence For The History Of The Aulikaras of Mandasor”. 《Indo-Iranian Journal》 32 (1): 12. doi:10.1163/000000089790082971. ISSN 0019-7246. JSTOR 24654606.
4. 1 2 3  Jain (1972)
5. ↑  Ojha, N.K. (2001). The Aulikaras of Central India: History and Inscriptions, Chandigarh: Arun Publishing House, ISBN 81-85212-78-3, pp.25-7
6. ↑  A.M. Shastri 1991, 48쪽.
7. 1 2  Wakankar, V.S. (1981) Aulikara Vamsha ke Itihas par Naya Prakash (in Hindi) in M.D. Khare ed. Malwa through the Ages, Bhopal: Directorate of Archaeology & Museums, Government of Madhya Pradesh, pp,278-9
8. 1 2  Ojha, N.K. (2001). The Aulikaras of Central India: History and Inscriptions, Chandigarh: Arun Publishing House, ISBN 81-85212-78-3, pp.37-41
9. ↑  Ojha, N.K. (2001). The Aulikaras of Central India: History and Inscriptions, Chandigarh: Arun Publishing House, ISBN 81-85212-78-3, pp.19-20
10. ↑  Salomon, Richard (1989). “New Inscriptional Evidence For The History Of The Aulikaras of Mandasor”. 《Indo-Iranian Journal》 32 (1): 11. doi:10.1163/000000089790082971. ISSN 0019-7246. JSTOR 24654606.
11. ↑  Corpus Inscriptionum Indicarum Vol 3 p.145
12. 1 2  Foreign Influence on Ancient India by Krishna Chandra Sagar p.216
13. ↑  Dániel Balogh 2019, 141–142쪽.
14. ↑  A.M. Shastri 1991, 49쪽.
15. ↑  A.M. Shastri 1991, 43쪽.
16. ↑  A.M. Shastri 1991, 44-45쪽.
17. 1 2  Dániel Balogh 2019, 143쪽.
18. ↑  Dániel Balogh 2019, 142쪽.
19. ↑  Balogh, Dániel (2018년 12월 9일). “Chittorgarh fragmentary inscriptions of the Naigamas, inked rubbing”. doi:10.5281/zenodo.2105017.
20. ↑  《Epigraphia Indica Vol 34》. 53–58쪽.
21. 1 2  Ojha, N.K. (2001). The Aulikaras of Central India: History and Inscriptions, Chandigarh: Arun Publishing House, ISBN 81-85212-78-3, pp.106-8
22. ↑  Salomon, Richard (1989). “New Inscriptional Evidence For The History Of The Aulikaras of Mandasor”. 《Indo-Iranian Journal》 32 (1): 30. doi:10.1163/000000089790082971. ISSN 0019-7246. JSTOR 24654606.
23. 1 2  Ojha, N.K. (2001). The Aulikaras of Central India: History and Inscriptions, Chandigarh: Arun Publishing House, ISBN 81-85212-78-3, pp.60-4
24. ↑  Ojha, N.K. (2001). The Aulikaras of Central India: History and Inscriptions, Chandigarh: Arun Publishing House, ISBN 81-85212-78-3, pp.99-100
25. ↑  “Coin Cabinet of the Kunsthistorisches Museum Vienna”. 2019년 11월 1일에 원본 문서에서 보존된 문서. 2024년 8월 24일에 확인함.
26. ↑  Williams, Joanna (1972). “The Sculpture of Mandasor” (PDF). 《Archives of Asian Art》 26: 63. ISSN 0066-6637. JSTOR 20111042.
27. ↑  "The reign of Yasodharman thus forms an important dividing point between the period of the imperial Guptas, whom he emulated, and the following centuries, when India fell into a kaleidoscopic confusion of shifting smaller dynasties" in Williams, Joanna (1972). “The Sculpture of Mandasor” (PDF). 《Archives of Asian Art》 26: 52. ISSN 0066-6637. JSTOR 20111042.
28. ↑  Williams, Joanna (1972). “The Sculpture of Mandasor” (PDF). 《Archives of Asian Art》 26: 64. ISSN 0066-6637. JSTOR 20111042.
29. 1 2 3  A.M. Shastri 1991, 56쪽.